# Сяньян (аеропорт)
Міжнародний аеропорт Сіань-Сяньян (IATA: XIY, ICAO: ZLXY) — головний аеропорт, що обслуговує Сіань, провінція Шеньсі, а також весь район Гуаньчжун  Займаючи площу 5 км², це найбільший аеропорт у Північно-Західному Китаї та другий за величиною аеропорт у Північному Китаї  Аеропорт був центром для China Northwest Airlines до тих пір, поки компанія не була об'єднана з China Eastern Airlines у 2002 році. Аеропорт Сіань також є центром авіакомпаній Joy Air і Hainan Airlines . Міжнародний аеропорт Сіань-Сяньян є 4-зірковим аеропортом Skytrax.
У 2018 році аеропорт обслужив 44 650 000 пасажирів, що зробило його найбільш завантаженим аеропортом північно-західного Китаю. Це дев'ятий за завантаженістю аеропорт країни. Міжнародний аеропорт Сіань-Сяньян також був 9 -м аеропортом країни за кількістю вантажів і 7-м аеропортом за інтенсивністю руху.

## Місцезнаходження
Аеропорт розташований в адміністративному районі міста Сяньян, що і дає йому назву. Це 25 кілометрів (16 миля) північний захід від центру міста Сіань і 13 кілометрів (8,1 миля) північний схід від центру Сяньяна.

## Історія

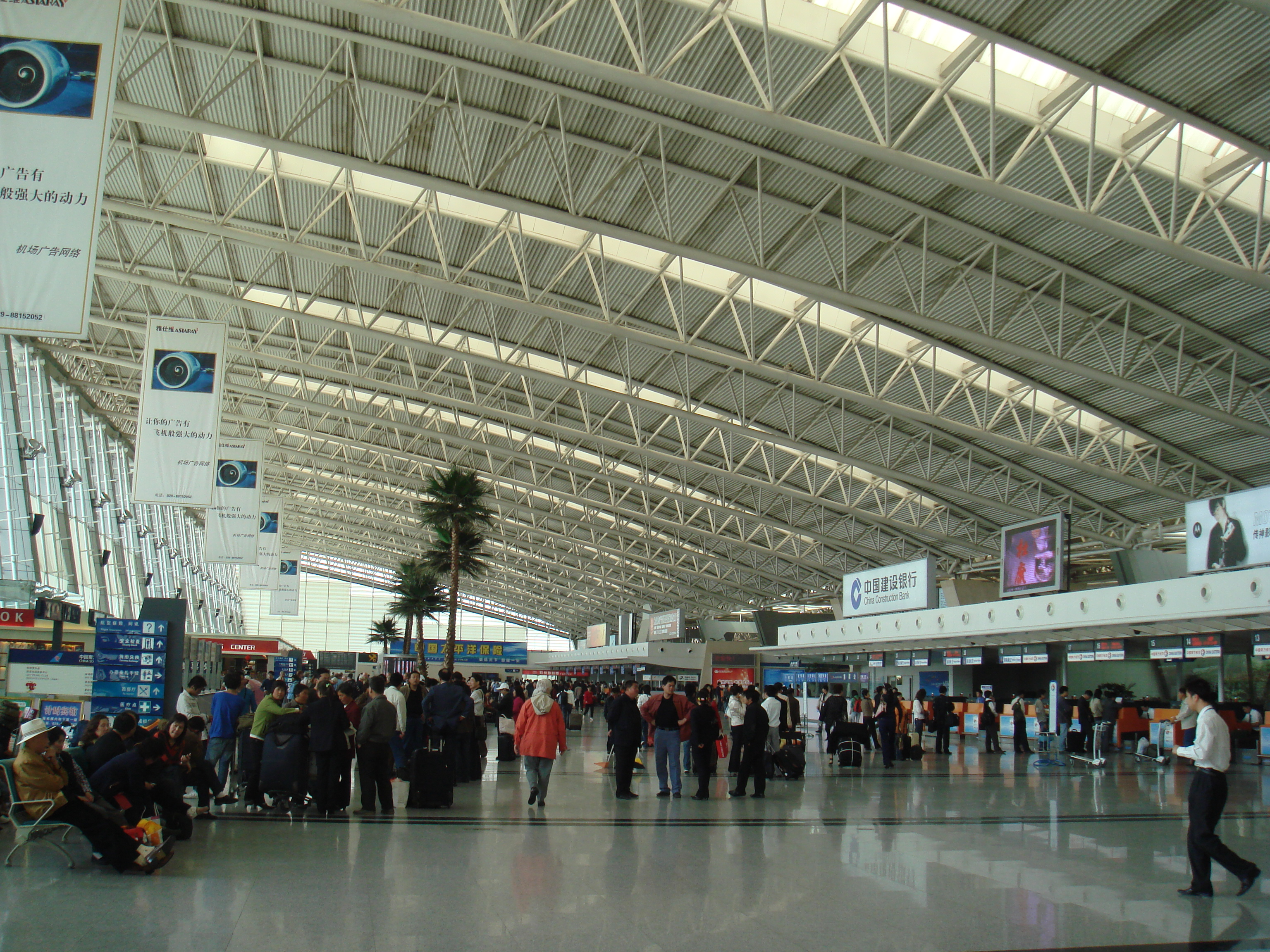
Внутрішній вигляд терміналу 2 міжнародного аеропорту Сіань-Сяньян

До побудови цього аеропорту Сіань обслуговувався аеропортом Сіань-Сігуань. У 1984 році Державна рада Китаю і Центральна військова комісія запропонували побудувати великий цивільний аеропорт на місці аеродрому Сяньян. Будівництво першої черги аеропорту було розпочато в серпні 1987 року, завершено та відкрито 1 вересня 1991 року. Тоді ж був закритий аеропорт Сіань-Сігуань. Фаза 2 розпочалася в серпні 2000 року і була завершена 16 вересня 2003 року. Інший проект вартістю 7,592 мільярда юанів планується завершити до 2020 року.
Послуги Finnair до Гельсінкі були першим міжконтинентальним маршрутом із Сіаня, який було запущено 14 червня 2013 року. Зараз це сезонний маршрут. 

## Термінал 3 і друга злітно-посадкова смуга

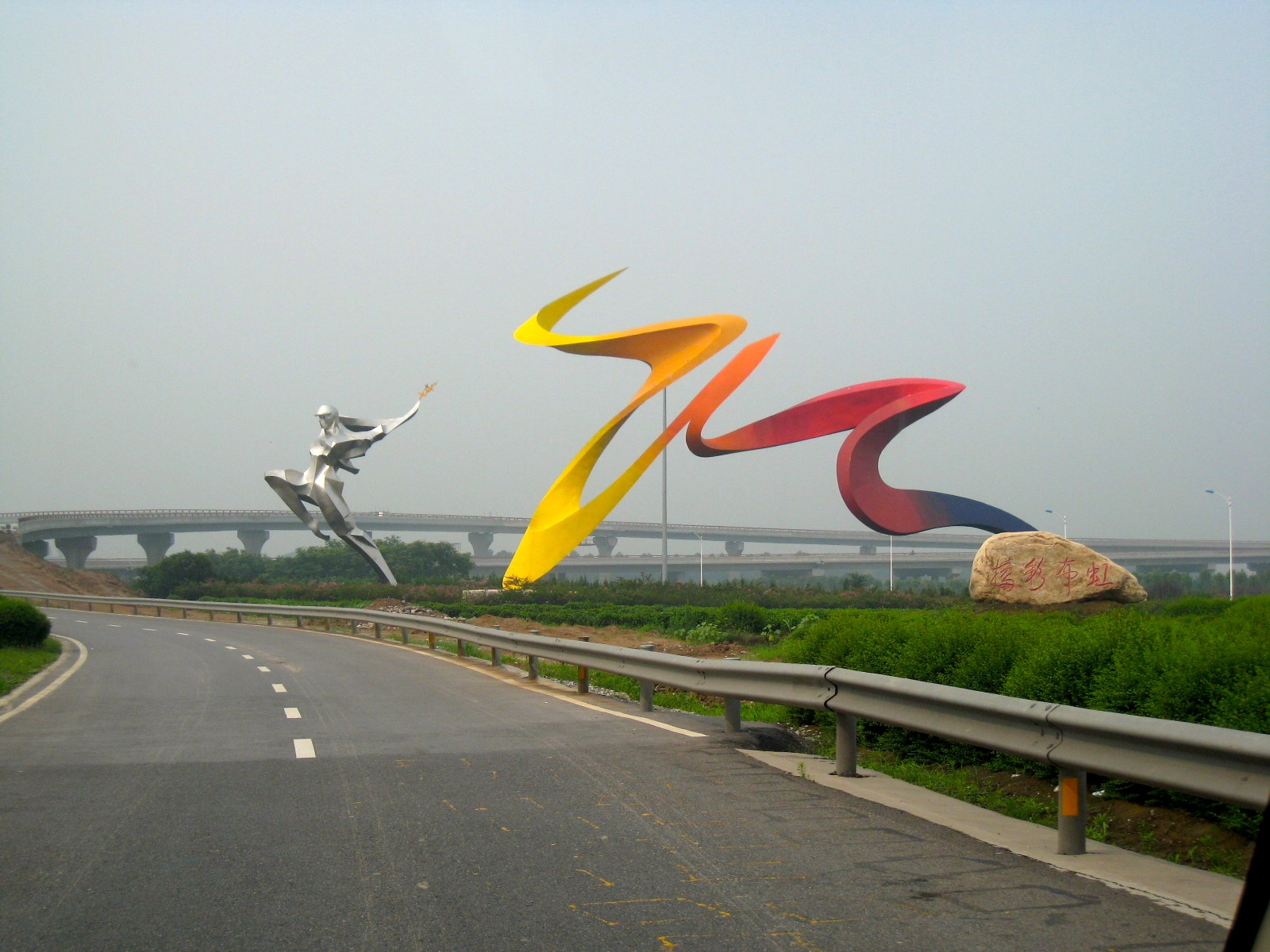
Фігури вздовж шосе Airport Express, що веде до міжнародного аеропорту Сіань Сяньян

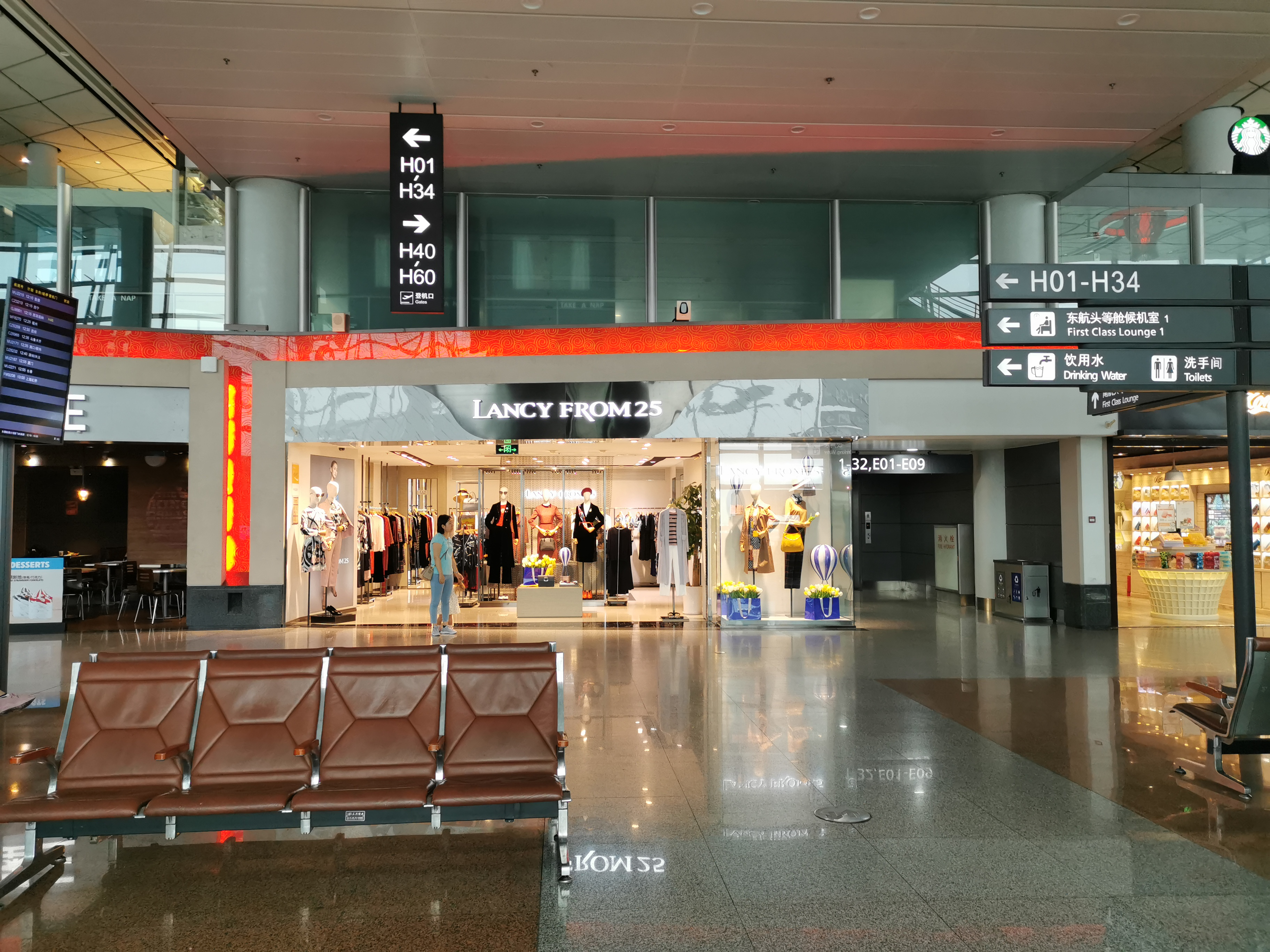
Термінал T3 міжнародного аеропорту Сяньян

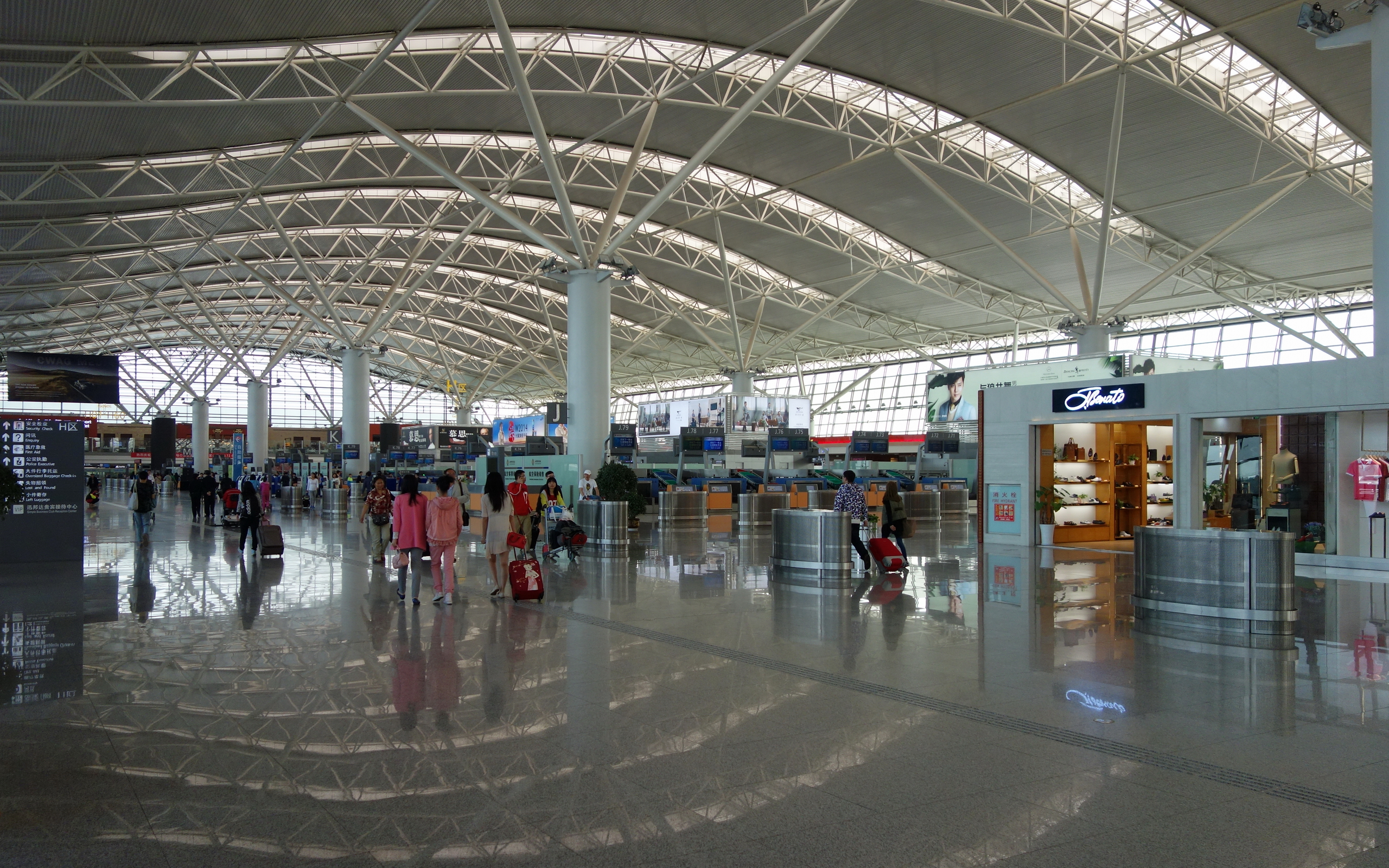
Термінал 3 Зал вильоту аеропорту

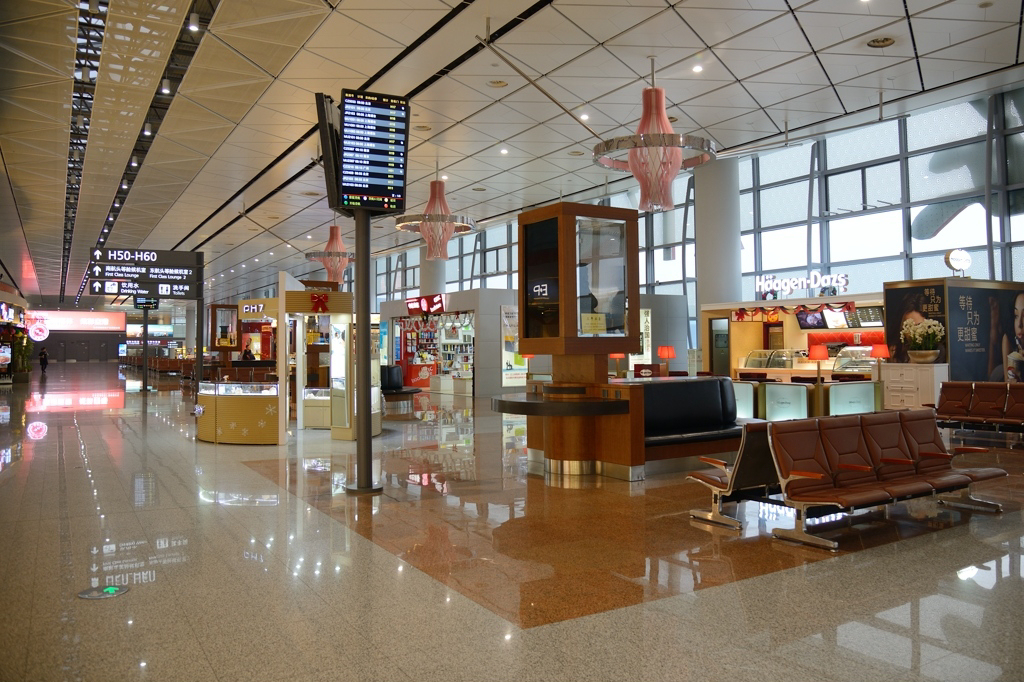
Зона очікування

Термінал 3 і друга злітно-посадкова смуга були відкриті 3 травня 2012 року, збільшивши пропускну здатність аеропорту до понад 33 мільйонів пасажирів на рік. Тільки новий термінал може обслуговувати 22 мільйонів пасажирів на рік, що вдвічі більше, ніж два інших термінали разом узяті. У новий термінал переїхали авіакомпанії China Eastern Airlines, China Southern Airlines і Shanghai Airlines. Друга злітно-посадкова смуга має довжину 3800 метрів і достатньо велика, щоб витримати Airbus A380.

## Статистика
Див. джерело запитів Вікіданих та джерела.

## Наземний транспорт
Вісім автобусних маршрутів з'єднують аеропорт із містами Сіань і Сяньян.
Є також міжміські автобуси, які сполучають аеропорт з Баоцзі, Янлін, Лінтун, Ханьчен, Ханьчжун, Вейнань, Тунчуань, Яньань, Ціньян і Пінлян.
29 вересня 2019 року була відкрита 14 лінія метро Сіань між станцією Beikezhan (Beiguangchang) і аеропортом. Лінія продовжена до Хешао 29 червня 2021 року.

## Аварії та інциденти
- 6 червня 1994 року рейс 2303 авіакомпанії China Northwest Airlines розбився в повітрі та розбився поблизу Сіаня, прямуючи з Сіаня до Гуанчжоу. Причиною стала помилка технічного обслуговування. Усі 160 осіб, які перебували на борту, загинули.